# Arturo Chávez Chávez
Arturo Chávez Chávez (sinh ngày 4 tháng 9 năm 1960) là một công tố viên người México, người từng là Tổng trưởng Tư pháp Mexico trong nội các của Tổng thống Felipe Calderón từ 24 tháng 9 năm 2009 cho đến ngày 31 tháng 3 năm 2011. Ông từng giữ chức Tổng chưởng lý Chihuahua dưới thời thống đốc của Francisco Barrio.
Ông cũng từng là cố vấn trưởng của cựu Thượng nghị sĩ Diego Fernández de Cevallos, là Phó tham pháp và nhân quyền tại Ban Thư ký Nội vụ và là cựu phái viên của Ban thư ký trong đợt biểu tình phản đồi Oaxaca năm 2006.
Việc tổng thống Felipe Calderón đề cử Chávez vào vị trí Tổng chưởng lý vào ngày 07 tháng 9 năm 2009 đã bị chỉ trích gay gắt từ một số nhà hoạt động nhân quyền và người thân của các nạn nhân của vụ giết phụ nữ Ciudad Juárez, Chihuahua, người mà theo William Booth của tờ Washington Post, tuyên bố ông đã có ít hành động trong những năm giữ cương vị Tổng chưởng lý của nhà nước để giải quyết các vụ giết hại hàng trăm phụ nữ trong thập niên 1990. 
Chávez từ chức vào ngày 31 tháng 3 năm 2011 sau 18 tháng giữ chức Bộ trưởng Tư pháp, viện dẫn lý do cá nhân, ba tuần sau khi truyền hình cáp của Mỹ được công bố. Tổng thống Calderon đã mô tả công việc của Chávez trong văn phòng là "cơ bản đối với những nỗ lực của Mexico trong việc thiết lập các quy tắc của luật pháp ", và nói Chávez là lý do các nhiều lãnh đạo cartel bây giờ công lý phải đối mặt. Tổng thống Calderon đã bổ nhiệm Marisela Morales, người đứng đầu tổ chức tội phạm bộ phận trong Văn phòng Tổng Công tố viên, là người kế nhiệm của Chávez. 